# Kudama ibn Džafar
Qudāma ibn Jaʿfar al-Kātib al-Baghdādī (arabsko قدامة بن جعفر الكاتب البغدادي) je bil sirski učenjak in državni uradnik Abasidskega kalifata, * ok. 873, † ok. 932/948. 

## Življenje
O Kudamovem življenju in delu je zelo malo zanesljivih podatkov. Rojen je bil verjetno okoli leta 873/874, verjetno v Basri. Njegov stari oče je bil sirski kristjan. Ali sta se on in Kudama pod vodstvom al-Muktafija bi-Alaha v letih 902–908 spreobrnila v islam, ni povsem jasno. Ibn al-Nadim ga je opisal kot mojstra literarnega sloga, uglajenega pisca in uglednega filozofa logike, čeprav je imel neizobraženega očeta. Opravljal je različne nižje uradniške položaje v tajništvu kalifata v Bagdadu in se sčasoma povzpel na višji položaj v državni zakladnici. Kot datum njegove smrti se navaja več datumov od leta 932 do 939/940 in 948.

## Dela
Ibn Džafar je napisal več knjig o filozofiji, zgodovini, filologiji in državni upravi, od katerih so se ohranile samo tri. 
- Kitab al-Kharaj (كتاب الخراج, Knjiga o zemljiškem davku s polnim naslovom Knjiga o zemljiškem davku in umetnosti tajnika) je njegova najbolj znana knjiga. Ohranjeni so zadnji štirje deli od prvotnih osmih. Knjiga je bila napisana po letu 928 kot priročnik za upravitelje, obravnava pa strukturo države in vojske ter geografske podrobnosti, vključno z dragocenimi pripovedmi o sosedah kalifata, zlasti o Bizantinskem cesarstvu. Vključevala je tudi zdaj izgubljen razdelek o literarni retoriki.[5][6]
- Kitab al-Alfaz (Knjiga besed) ali Jawahir al-Alfaz (Dragulji besed) je zbirka sopomenk in besednih zvez za rabo v pesništvu in govorništvu, vsebuje pa tudi uvod o govornih figurah.[5]
- Kitab Naqd al-Shi'r (كتاب نقد الشعر, Knjiga o pesniški kritiki) je esej in vodnik za  skladanje dobre poezije.[7]
- Čistilo žalosti (كتاب صابون الغمّ).
- Odpuščanje tesnobe (كتاب جلاء الحزن).
- Poslanica o Abu Aliju ibn Muklahu, znanemu kot Briljantna zvezda (كتاب الرسالة في أبي علي بن مقلة وتعرف بالنجم الثاقب).
- Zadrževanje žalosti (كتاب صَرف الهمّ).
- Vina misli (كتاب درياق الفكر فيما عاب به أبا تمام).
- Knjiga nezavesti (كتاب جلاء الحزن).
- Knjiga o politiki (كتاب السياسة).
- Zavrnitev Ibn al-Mutaza (كتاب الردّ على ابن المعتز).
- Zadovoljstvo srca in oskrba popotnika (كتاب صناعة الجدل وكتاب نزهة القلوب وزاد المسافر).

Ibn Džafarju so nekoč pripisovali tudi knjigo Naqd al-nathr, ki je zdaj znana kot Kitāb al-Burhān fī wujūh al-bayān (Knjiga prikaza Bajanovih vidikov) pisatelja Ibrahima ibn Vahba al-Katiba.